# Les Amants du bagne
Les Amants du bagne ou Cayenne, les amants du bagne est un téléfilm français réalisé par Thierry Binisti et diffusé en 2004 sur France 2 et le 11 mai 2019 sur France Ô.

## Synopsis
Dans les années 1920, Albert Londres, journaliste vedette au Petit Parisien, arrive dans la colonie française de Guyane pour un reportage sur le bagne de Cayenne. À son arrivée, il est pris en charge par les autorités locales et confié au capitaine Sentier, qui doit lui faire découvrir le bagne et son organisation. Très vite, Albert Londres prend conscience qu'il ne voit qu'une petite partie des réalités de la vie au bagne. Il fait alors la connaissance de Claudia Desfeuilles, dont le mari, Camille, un bagnard anarchiste, est condamné pour un attentat dans une préfecture déserte. Réputé irréductible, Camille est régulièrement mis au cachot et fait l'objet de toutes sortes de tourments. Albert Londres exige de le rencontrer...

## Fiche technique
- Titre français : Les Amants du bagne
- Titre alternatif : Cayenne, les amants du bagne
- Réalisation : Thierry Binisti
- Scénario : Éric Besnard
- Photographie : Paco Wiser
- Montage : Jean-Paul Husson
- Décors : Nieves Laferté
- Costumes : Valérie Adda et Michèle Pezzin
- Musique : Carolin Petit
- Production :
  - Producteur : Jean Nainchrik
  - Producteur exécutif : Olivier Dujols
- Société de production : Septembre Productions
  - Coproduction : Arte et France 2
- Société de distribution : France 2
- Pays : France
- Genre : Film biographique et historique
- Durée : 95 minutes
- Dates de sortie :
  - Première présentation : 17 septembre 2004 au Festival de la fiction TV de Saint-Tropez 2004
  - Première diffusion : 31 janvier 2005 sur France 2

## Distribution
- Antoine de Caunes : Albert Londres, journaliste au Petit Parisien
- Isabelle Renauld : Claudia Desfeuilles
- Laurent Malet : Camille Desfeuilles
- Didier Bezace : Capitaine Sentier
- Edouard Montoute : Mistinguett
- Jean-Yves Chatelais : Joseph Bois
- Yves Afonso : Firmin
- Féodor Atkine : le commandant
- Jean-Michel Noirey : Letaillec